# شلاقة (درونة)
شلاقة (بالفارسية: شلاقه) هي قرية تقع في إيران في قسم درونة الريفي. يقدر عدد سكانها بـ 20 نسمة بحسب إحصاء 2016.